# أوريست ليبيدينكو
أوريست ليبيدينكو (بالأوكرانية: Лебеденко Орест Зіновійович) هو لاعب كرة قدم أوكراني في مركز الدفاع، ولد في 23 سبتمبر 1998 في أوكرانيا. لعب مع نادي كارباتي لفيف.

## وصلات خارجية
- أوريست ليبيدينكو على موقع الاتحاد الأوربي (الإنجليزية)
- أوريست ليبيدينكو على موقع اتحاد أوكرانيا (الإنجليزية)
- أوريست ليبيدينكو على موقع إي إس بي إن إف سي (الإنجليزية)
- أوريست ليبيدينكو على موقع قاعدة بيانات كرة القدم.إي يو (الإنجليزية)
- أوريست ليبيدينكو على موقع Soccerbase.com (لاعب) (الإنجليزية)
- أوريست ليبيدينكو على موقع Soccerway.com (الإنجليزية)
- أوريست ليبيدينكو على موقع عالم كرة القدم.نت (الإنجليزية)
- أوريست ليبيدينكو على موقع AS.com (الإسبانية)